# Eduardo Camavinga
Eduardo Camavinga, född 10 november 2002, är en fransk fotbollsspelare som spelar för Real Madrid.

## Klubbkarriär
Camavinga började som sexåring spela fotboll i Drapeau-Fougères. Som 11-åring gick han till Rennes. Den 14 december 2018 skrev Camavinga på sitt första professionella kontrakt med klubben. Camavinga gjorde sin Ligue 1-debut den 6 april 2019 i en 3–3-match mot Angers, där han blev inbytt i den 89:e minuten mot M'Baye Niang. Camavinga blev då Rennes yngsta spelare genom tiderna vid en ålder på 16 år, fyra månader och 27 dagar.
Den 31 augusti 2021 värvades Camavinga av Real Madrid, där han skrev på ett sexårskontrakt.

## Landslagskarriär
Den 5 november 2019 fick Camavinga franskt medborgarskap. Den 15 november 2019 debuterade han för Frankrikes U21-landslag i en 3–2-vinst över Georgien.
Den 8 september 2020 debuterade Camavinga för Frankrikes A-landslag i en 4–2-vinst över Kroatien, där han blev inbytt i den 63:e minuten mot N'Golo Kanté. Camavinga blev då den yngste debutanten i det franska landslaget sedan 1914 då Maurice Gastiger debuterade. Den 7 oktober 2020 gjorde Camavinga ett konstmål i en 7–1-seger över Ukraina och han blev då det franska landslagets yngste målskytt sedan 1914.
I november 2022 blev Camavinga uttagen i Frankrikes trupp till VM 2022.